# یاکوپو لاروکا
یاکوپو لاروکا (انگلیسی: Iacopo La Rocca؛ زادهٔ ۱۷ فوریهٔ ۱۹۸۴) بازیکن فوتبال اهل ایتالیا است.
از باشگاه‌هایی که در آن بازی کرده‌است می‌توان به باشگاه فوتبال گراس‌هاپر زوریخ، باشگاه ورزشی لاتزیو، باشگاه فوتبال آدلاید یونایتد، باشگاه فوتبال وسترن سیدنی واندررز، و باشگاه فوتبال پرو ورچلی اشاره کرد.